# John Walker (remero)
John Drummond Walker (Oxford, 4 de enero de 1891-Lewisham, 22 de julio de 1952) fue un deportista británico que compitió en remo como timonel. Participó en los Juegos Olímpicos de Estocolmo 1912, obteniendo una medalla de plata en la prueba de ocho con timonel.

## Palmarés internacional
| Juegos Olímpicos | Juegos Olímpicos   | Juegos Olímpicos | Juegos Olímpicos |
| Año              | Lugar              | Medalla          | Prueba           |
| ---------------- | ------------------ | ---------------- | ---------------- |
| 1912             | Estocolmo (Suecia) | Medalla de plata | Ocho con timonel |